# 2023–2024-es Európa-liga (csoportkör)
A 2023–2024-es Európa-liga csoportkörének mérkőzéseit 2023. szeptember 21. és december 14. között játszották. A csoportkörben 32 csapat vett részt.

## Sorsolás
A csoportkör sorsolását 2023. szeptember 1-jén tartották.
A csapatokat négy kalapba sorolták be, a csapatok 2023-as UEFA-együtthatóinak sorrendjében. A 32 csapatot 8 darab négycsapatos csoportba sorsolták. Azonos tagországba tartozó csapatok nem voltak sorsolhatók azonos csoportba. Az azonos tagországba tartozó csapatokból párokat alakítottak ki, amelyeket négy csoportra (A–D, E–H), valamint az UEFA Európa Konferencia Liga szempontjából is szétosztottak. A párokat az UEFA határozta meg.
- A  West Ham United és Liverpool
- B  Roma és Atalanta
- C  Ajax és AZ Alkmaar (EKL)
- D  Villarreal és Real Betis
- E  Bayer Leverkusen és SC Freiburg
- F  Rangers és Aberdeen (EKL)
- G  Slavia Praha és Sparta Praha
- H  Rennes és Marseille
- I  Olimbiakósz és Panathinaikósz
- J  LASK és Sturm Graz
- K  Molde és Bodø/Glimt (EKL)
- L  Brighton & Hove Albion és Aston Villa (EKL)
- M  Union Saint-Gilloise és Club Brugge (EKL)
- N  Makkabi Haifa és Makkabi Tel-Aviv (EKL)
- O  Toulouse és Lille (EKL)
- P  AÉK és PAÓK (EKL)
- Q  Topolya és Čukarički (EKL)
- R  Servette és Lugano (EKL)
- S  Raków Częstochowa és Legia Warszawa (EKL)

Fordulónként egy játéknapon rendezték az összes mérkőzést. A játéknapok: szeptember 21., október 5., október 26., november 9., november 30., december 14. A mérkőzések közép-európai idő szerint 16:30-kor, 18:45-kor és 21:00-kor kezdődtek. A végleges menetrendet a sorsolás után, számítógéppel állították össze.

## Csapatok
Az alábbi csapatok vettek részt a csoportkörben:
- 12 csapat ebben a körben lépett be
- 10 győztes csapat a rájátszásból
- 6 vesztes csapat a UEFA-bajnokok ligája rájátszásából (4 a bajnoki ágról, 2 a nem bajnoki ágról)
- 4 vesztes csapat a UEFA-bajnokok ligája 3. selejtezőkörének nem bajnoki ágáról

| Csapat                | Együttható |
| --------------------- | ---------- |
| West Ham United (EKL) | 50,000     |
| Liverpool             | 123,000    |
| Roma                  | 97,000     |
| Ajax                  | 89,000     |
| Villarreal            | 82,000     |
| Bayer Leverkusen      | 72,000     |
| Atalanta              | 55,500     |
| Rangers               | 54,000     |

| Csapat       | Együttható |
| ------------ | ---------- |
| Sporting CP  | 52,500     |
| Slavia Praha | 52,000     |
| Rennes       | 44,000     |
| Olimbiakósz  | 39,000     |
| Real Betis   | 37,000     |
| LASK         | 36,000     |
| Marseille    | 33,000     |
| Qarabağ      | 25,000     |

| Csapat                 | Együttható |
| ---------------------- | ---------- |
| Molde                  | 24,000     |
| Brighton & Hove Albion | 21,914     |
| Sheriff Tiraspol       | 19,500     |
| Union Saint-Gilloise   | 19,000     |
| SC Freiburg            | 16,496     |
| Sparta Praha           | 14,000     |
| Makkabi Haifa          | 13,000     |
| Sturm Graz             | 12,500     |

| Csapat            | Együttható |
| ----------------- | ---------- |
| Toulouse          | 12,232     |
| AÉK               | 11,000     |
| Topolya           | 6,475      |
| Servette          | 6,335      |
| Panathinaikósz    | 5,045      |
| Raków Częstochowa | 5,000      |
| Árisz Lemeszú     | 4,895      |
| BK Häcken         | 4,750      |

## Csoportok

### Sorrend meghatározása
Az UEFA versenyszabályzata alapján, ha két vagy több csapat a csoportmérkőzések után azonos pontszámmal állt, az alábbiak alapján kellett meghatározni a sorrendet:
1. az azonosan álló csapatok mérkőzésein szerzett több pont
2. az azonosan álló csapatok mérkőzésein elért jobb gólkülönbség
3. az azonosan álló csapatok mérkőzésein szerzett több gól
4. ha kettőnél több csapat áll azonos pontszámmal, akkor az egymás elleni eredményeket mindaddig újra kell alkalmazni, amíg nem dönthető el a sorrend
5. az összes mérkőzésen elért jobb gólkülönbség
6. az összes mérkőzésen szerzett több gól
7. az összes mérkőzésen szerzett több idegenben szerzett gól
8. az összes mérkőzésen szerzett több győzelem
9. az összes mérkőzésen szerzett több idegenben szerzett győzelem
10. fair play pontszám (piros lap = 3 pont, kiállítás két sárga lap után = 3 pont, sárga lap = 1 pont);
11. jobb UEFA-együttható

Minden időpont közép-európai idő/közép-európai nyári idő szerint van feltüntetve.

### A csoport
| Hely. | Csapat          | M | Gy | D | V | G+ | G– | Gk  | P  | Továbbjutás                                                        |  | WHU | FRE | OLY | TSC |
| ----- | --------------- | - | -- | - | - | -- | -- | --- | -- | ------------------------------------------------------------------ |  | --- | --- | --- | --- |
| 1.    | West Ham United | 6 | 5  | 0 | 1 | 10 | 4  | +6  | 15 | Továbbjutott a nyolcaddöntőbe                                      |  | —   | 2–0 | 1–0 | 3–1 |
| 2.    | SC Freiburg     | 6 | 4  | 0 | 2 | 17 | 7  | +10 | 12 | Továbbjutott a nyolcaddöntő rájátszásába                           |  | 1–2 | —   | 5–0 | 5–0 |
| 3.    | Olimbiakósz     | 6 | 2  | 1 | 3 | 11 | 14 | −3  | 7  | Átkerült az UEFA Európa Konferencia Liga nyolcaddöntő rájátszásába |  | 2–1 | 2–3 | —   | 5–2 |
| 4.    | Topolya         | 6 | 0  | 1 | 5 | 6  | 19 | −13 | 1  |                                                                    |  | 0–1 | 1–3 | 2–2 | —   |

| 2023. szeptember 21. 21:00 (20:00 BST) |

| West Ham United          | 3–1               | Topolya    |
| ------------------------ | ----------------- | ---------- |
| Kudus 66' 70' Souček 82' | (0–0) Jegyzőkönyv | Stanić 49' |

| London Stadion, London Játékvezető: Filip Glova (szlovák) |

| 2023. szeptember 21. 21:00 (22:00 EEST) |

| Olimbiakósz     | 2–3               | SC Freiburg                                  |
| --------------- | ----------------- | -------------------------------------------- |
| el-Kabí 40' 75' | (1–2) Jegyzőkönyv | Sallai 9' Grifo 45+7' (11-esből) Philipp 86' |

| Karaiszkákisz Stadion, Pireusz Játékvezető: Allard Lindhout (holland) |

| 2023. október 5. 18:45 |

| SC Freiburg | 1–2               | West Ham United      |
| ----------- | ----------------- | -------------------- |
| Sallai 49'  | (0–1) Jegyzőkönyv | Paquetá 8' Ákerd 66' |

| Europa-Park Stadion, Freiburg im Breisgau Játékvezető: Mohammed Al-Hakim (svéd) |

| 2023. október 5. 18:45 |

| Topolya                  | 2–2               | Olimbiakósz              |
| ------------------------ | ----------------- | ------------------------ |
| Đakovac 63' Pantović 90' | (0–1) Jegyzőkönyv | Masouras 16' Podence 57' |

| TSC Aréna, Topolya Játékvezető: Benoît Bastien (francia) |

| 2023. október 26. 18:45 (19:45 EEST) |

| Olimbiakósz                 | 2–1               | West Ham United |
| --------------------------- | ----------------- | --------------- |
| Fortúnisz 33' Rodinei 45+1' | (2–0) Jegyzőkönyv | Paquetá 87'     |

| Karaiszkákisz Stadion, Pireusz Játékvezető: Andris Treimanis (lett) |

| 2023. október 26. 18:45 |

| Topolya      | 1–3               | SC Freiburg                  |
| ------------ | ----------------- | ---------------------------- |
| Petrović 13' | (1–0) Jegyzőkönyv | Grifo 49' (11-esből) 59' 73' |

| TSC Aréna, Topolya Játékvezető: Aliyar Aghayev (azeri) |

| 2023. november 9. 21:00 |

| SC Freiburg                                               | 5–0               | Topolya |
| --------------------------------------------------------- | ----------------- | ------- |
| Röhl 24' Eggestein 56' Weißhaupt 69' Adamu 80' Dōan 90+2' | (1–0) Jegyzőkönyv |         |

| Europa-Park Stadion, Freiburg im Breisgau Játékvezető: Rohit Saggi (norvég) |

| 2023. november 9. 21:00 (20:00 GMT) |

| West Ham United | 1–0               | Olimbiakósz |
| --------------- | ----------------- | ----------- |
| Paquetá 73'     | (0–0) Jegyzőkönyv |             |

| London Stadion, London Játékvezető: Matej Jug (szlovén) |

| 2023. november 30. 18:45 |

| SC Freiburg                                  | 5–0               | Olimbiakósz |
| -------------------------------------------- | ----------------- | ----------- |
| Gregoritsch 3' 8' 36' Sildillia 42' Dōan 77' | (4–0) Jegyzőkönyv |             |

| Europa-Park Stadion, Freiburg im Breisgau Játékvezető: Irfan Peljto (bosznia-hercegovinai) |

| 2023. november 30. 18:45 |

| Topolya | 0–1               | West Ham United |
| ------- | ----------------- | --------------- |
|         | (0–0) Jegyzőkönyv | Souček 89'      |

| TSC Aréna, Topolya Játékvezető: Allard Lindhout (holland) |

| 2023. december 14. 21:00 (20:00 GMT) |

| West Ham United       | 2–0               | SC Freiburg |
| --------------------- | ----------------- | ----------- |
| Kudus 14' Álvarez 42' | (2–0) Jegyzőkönyv |             |

| London Stadion, London Játékvezető: João Pinheiro (portugál) |

| 2023. december 14. 21:00 (22:00 EET) |

| Olimbiakósz                                                | 5–2               | Topolya                  |
| ---------------------------------------------------------- | ----------------- | ------------------------ |
| El Kaabi 21' Podence 40' 42' Ilić 46' (öngól) El-Arabi 68' | (3–0) Jegyzőkönyv | Đakovac 48' Ćirković 61' |

| Karaiszkákisz Stadion, Pireusz Játékvezető: Morten Krogh (dán) |

### B csoport
| Hely. | Csapat                 | M | Gy | D | V | G+ | G– | Gk | P  | Továbbjutás                                                        |  | BHA | MAR | AJA | AEK |
| ----- | ---------------------- | - | -- | - | - | -- | -- | -- | -- | ------------------------------------------------------------------ |  | --- | --- | --- | --- |
| 1.    | Brighton & Hove Albion | 6 | 4  | 1 | 1 | 10 | 5  | +5 | 13 | Továbbjutott a nyolcaddöntőbe                                      |  | —   | 1–0 | 2–0 | 2–3 |
| 2.    | Marseille              | 6 | 3  | 2 | 1 | 14 | 10 | +4 | 11 | Továbbjutott a nyolcaddöntő rájátszásába                           |  | 2–2 | —   | 4–3 | 3–1 |
| 3.    | Ajax                   | 6 | 1  | 2 | 3 | 10 | 13 | −3 | 5  | Átkerült az UEFA Európa Konferencia Liga nyolcaddöntő rájátszásába |  | 0–2 | 3–3 | —   | 3–1 |
| 4.    | AÉK                    | 6 | 1  | 1 | 4 | 6  | 12 | −6 | 4  |                                                                    |  | 0–1 | 0–2 | 1–1 | —   |

| 2023. szeptember 21. 21:00 |

| Ajax                             | 3–3               | Marseille                     |
| -------------------------------- | ----------------- | ----------------------------- |
| Forbs 9' Berghuis 20' Taylor 52' | (2–2) Jegyzőkönyv | Clauss 23' Aubameyang 38' 78' |

| Johan Cruijff Arena, Amszterdam Játékvezető: Maurizio Mariani (olasz) |

| 2023. szeptember 21. 21:00 (20:00 BST) |

| Brighton & Hove Albion              | 2–3               | AÉK                                |
| ----------------------------------- | ----------------- | ---------------------------------- |
| Pedro 30' (11-esből) 67' (11-esből) | (1–2) Jegyzőkönyv | Sidibé 11' Gaćinović 40' Ponce 84' |

| Falmer Stadion, Brighton Játékvezető: Kristo Tohver (észt) |

| 2023. október 5. 18:45 |

| Marseille               | 2–2               | Brighton & Hove Albion             |
| ----------------------- | ----------------- | ---------------------------------- |
| Mbemba 19' Veretout 20' | (2–0) Jegyzőkönyv | Groß 54' João Pedro 88' (11-esből) |

| Stade Vélodrome, Marseille Játékvezető: Mikola Balakin (ukrán) |

| 2023. október 5. 18:45 (19:45 EEST) |

| AÉK      | 1–1               | Ajax                    |
| -------- | ----------------- | ----------------------- |
| Vida 75' | (0–1) Jegyzőkönyv | Bergwijn 30' (11-esből) |

| Olimpiai Stadion, Athén Játékvezető: Matej Jug (szlovén) |

| 2023. október 26. 18:45 |

| Marseille                                                | 3–1               | AÉK        |
| -------------------------------------------------------- | ----------------- | ---------- |
| Vitinha 27' Harit 60' (11-esből) Veretout 69' (11-esből) | (1–0) Jegyzőkönyv | Pineda 53' |

| Stade Vélodrome, Marseille Játékvezető: Daniel Stefański (lengyel) |

| 2023. október 26. 21:00 |

| Brighton & Hove Albion  | 2–0               | Ajax |
| ----------------------- | ----------------- | ---- |
| João Pedro 42' Fati 53' | (1–0) Jegyzőkönyv |      |

| Falmer Stadion, Brighton Játékvezető: Bartosz Frankowski (lengyel) |

| 2023. november 9. 18:45 |

| Ajax | 0–2               | Brighton & Hove Albion |
| ---- | ----------------- | ---------------------- |
|      | (0–1) Jegyzőkönyv | Fati 15' Adingra 53'   |

| Johan Cruijff Arena, Amszterdam Játékvezető: Nikola Dabanović (montenegrói) |

| 2023. november 9. 21:00 (22:00 EET) |

| AÉK | 0–2               | Marseille             |
| --- | ----------------- | --------------------- |
|     | (0–1) Jegyzőkönyv | Mbemba 25' Sarr 90+3' |

| Olimpiai Stadion, Athén Játékvezető: Glenn Nyberg (svéd) |

| 2023. november 30. 18:45 (19:45 EET) |

| AÉK | 0–1               | Brighton & Hove Albion    |
| --- | ----------------- | ------------------------- |
|     | (0–0) Jegyzőkönyv | João Pedro 55' (11-esből) |

| Olimpiai Stadion, Athén Játékvezető: Sandro Schärer (svájci) |

| 2023. november 30. 21:00 |

| Marseille                                                | 4–3               | Ajax                      |
| -------------------------------------------------------- | ----------------- | ------------------------- |
| Aubameyang 9' (11-esből) 48' 90+3' (11-esből) Mbemba 26' | (2–2) Jegyzőkönyv | Brobbey 10' 30' Akpom 79' |

| Stade Vélodrome, Marseille Játékvezető: Simone Sozza (olasz) |

| 2023. december 14. 21:00 |

| Ajax                    | 3–1               | AÉK        |
| ----------------------- | ----------------- | ---------- |
| Akpom 5' 56' Taylor 20' | (2–1) Jegyzőkönyv | García 11' |

| Johan Cruijff Arena, Amszterdam Játékvezető: Craig Pawson (angol) |

| 2023. december 14. 21:00 |

| Brighton & Hove Albion | 1–0               | Marseille |
| ---------------------- | ----------------- | --------- |
| João Pedro 88'         | (0–0) Jegyzőkönyv |           |

| Falmer Stadion, Brighton Játékvezető: José María Sánchez Martínez (spanyol) |

### C csoport
| Hely. | Csapat        | M | Gy | D | V | G+ | G– | Gk | P  | Továbbjutás                                                        |  | RAN | SPP | BET | ALI |
| ----- | ------------- | - | -- | - | - | -- | -- | -- | -- | ------------------------------------------------------------------ |  | --- | --- | --- | --- |
| 1.    | Rangers       | 6 | 3  | 2 | 1 | 8  | 6  | +2 | 11 | Továbbjutott a nyolcaddöntőbe                                      |  | —   | 2–1 | 1–0 | 1–1 |
| 2.    | Sparta Praha  | 6 | 3  | 1 | 2 | 9  | 7  | +2 | 10 | Továbbjutott a nyolcaddöntő rájátszásába                           |  | 0–0 | —   | 1–0 | 3–2 |
| 3.    | Real Betis    | 6 | 3  | 0 | 3 | 9  | 7  | +2 | 9  | Átkerült az UEFA Európa Konferencia Liga nyolcaddöntő rájátszásába |  | 2–3 | 2–1 | —   | 4–1 |
| 4.    | Árisz Lemeszú | 6 | 1  | 1 | 4 | 7  | 13 | −6 | 4  |                                                                    |  | 2–1 | 1–3 | 0–1 | —   |

| 2023. szeptember 21. 21:00 |

| Sparta Praha             | 3–2               | Árisz Lemeszú                      |
| ------------------------ | ----------------- | ---------------------------------- |
| Krejčí 20' 25' Vitík 67' | (2–1) Jegyzőkönyv | Kokorin 11' (11-esből) Babicka 90' |

| Stadion Letná, Prága Játékvezető: Jérôme Brisard (francia) |

| 2023. szeptember 21. 21:00 (20:00 BST) |

| Rangers  | 1–0               | Real Betis |
| -------- | ----------------- | ---------- |
| Sima 68' | (0–0) Jegyzőkönyv |            |

| Ibrox Stadion, Glasgow Játékvezető: Lawrence Visser (belga) |

| 2023. október 5. 18:45 |

| Real Betis       | 2–1               | Sparta Praha   |
| ---------------- | ----------------- | -------------- |
| Diao 9' Isco 79' | (1–1) Jegyzőkönyv | Birmančević 3' |

| Benito Villamarín Stadion, Sevilla Játékvezető: Duje Strukan (horvát) |

| 2023. október 5. 18:45 (19:45 EEST) |

| Árisz Lemeszú                       | 2–1               | Rangers  |
| ----------------------------------- | ----------------- | -------- |
| Moucketou-Moussounda 9' Babicka 59' | (1–0) Jegyzőkönyv | Sima 70' |

| Alphamega Stadion, Limassol Játékvezető: Horațiu Feșnic (román) |

| 2023. október 26. 18:45 |

| Sparta Praha | 0–0         | Rangers |
| ------------ | ----------- | ------- |
|              | Jegyzőkönyv |         |

| Stadion Letná, Prága Játékvezető: Sascha Stegemann (német) |

| 2023. október 26. 18:45 (19:45 EEST) |

| Árisz Lemeszú | 0–1               | Real Betis |
| ------------- | ----------------- | ---------- |
|               | (0–0) Jegyzőkönyv | Pérez 75'  |

| Alphamega Stadion, Limassol Játékvezető: Filip Glova (szlovák) |

| 2023. november 9. 21:00 |

| Real Betis                                      | 4–1               | Árisz Lemeszú |
| ----------------------------------------------- | ----------------- | ------------- |
| Iglesias 34' Ruibal 64' Roca 79' Ezálzúlí 90+4' | (1–0) Jegyzőkönyv | Kokorin 84'   |

| Benito Villamarín Stadion, Sevilla Játékvezető: Mohammed Al-Hakim (svéd) |

| 2023. november 9. 21:00 (20:00 GMT) |

| Rangers                 | 2–1               | Sparta Praha |
| ----------------------- | ----------------- | ------------ |
| Danilo 11' Cantwell 20' | (2–0) Jegyzőkönyv | Haraslín 77' |

| Ibrox Stadion, Glasgow Játékvezető: Davide Massa (olasz) |

| 2023. november 30. 18:45 |

| Sparta Praha | 1–0               | Real Betis |
| ------------ | ----------------- | ---------- |
| Haraslín 54' | (0–0) Jegyzőkönyv |            |

| Stadion Letná, Prága Játékvezető: Nikola Dabanović (montenegrói) |

| 2023. november 30. 21:00 (20:00 GMT) |

| Rangers        | 1–1               | Árisz Lemeszú |
| -------------- | ----------------- | ------------- |
| McCausland 49' | (0–1) Jegyzőkönyv | Babicka 28'   |

| Ibrox Stadion, Glasgow Játékvezető: Rohit Saggi (norvég) |

| 2023. december 14. 21:00 |

| Real Betis            | 2–3               | Rangers                        |
| --------------------- | ----------------- | ------------------------------ |
| Miranda 14' Pérez 37' | (2–2) Jegyzőkönyv | Sima 10' Dessers 20' Roofe 78' |

| Benito Villamarín Stadion, Sevilla Játékvezető: Srđan Jovanović (szerb) |

| 2023. december 14. 21:00 (22:00 EET) |

| Árisz Lemeszú | 1–3               | Sparta Praha                    |
| ------------- | ----------------- | ------------------------------- |
| Bengtsson 84' | (0–3) Jegyzőkönyv | Kuchta 4' Birmančević 11' 45+1' |

| Alphamega Stadion, Limassol Játékvezető: Harm Osmers (német) |

### D csoport
| Hely. | Csapat            | M | Gy | D | V | G+ | G– | Gk | P  | Továbbjutás                                                        |  | ATA | SCP | STU | RAK |
| ----- | ----------------- | - | -- | - | - | -- | -- | -- | -- | ------------------------------------------------------------------ |  | --- | --- | --- | --- |
| 1.    | Atalanta          | 6 | 4  | 2 | 0 | 12 | 4  | +8 | 14 | Továbbjutott a nyolcaddöntőbe                                      |  | —   | 1–1 | 1–0 | 2–0 |
| 2.    | Sporting CP       | 6 | 3  | 2 | 1 | 10 | 6  | +4 | 11 | Továbbjutott a nyolcaddöntő rájátszásába                           |  | 1–2 | —   | 3–0 | 2–1 |
| 3.    | Sturm Graz        | 6 | 1  | 1 | 4 | 4  | 9  | −5 | 4  | Átkerült az UEFA Európa Konferencia Liga nyolcaddöntő rájátszásába |  | 2–2 | 1–2 | —   | 0–1 |
| 4.    | Raków Częstochowa | 6 | 1  | 1 | 4 | 3  | 10 | −7 | 4  |                                                                    |  | 0–4 | 1–1 | 0–1 | —   |

1. 1 2  Az egymás elleni eredmény döntetlen. Az összesített gólkülönbség döntött.

| 2023. szeptember 21. 21:00 |

| Atalanta                     | 2–0               | Raków Częstochowa |
| ---------------------------- | ----------------- | ----------------- |
| De Ketelaere 49' Éderson 66' | (0–0) Jegyzőkönyv |                   |

| Atleti Azzurri d’Italia Stadion, Bergamo Játékvezető: Roi Reinshreiber (izraeli) |

| 2023. szeptember 21. 21:00 |

| Sturm Graz | 1–2               | Sporting CP               |
| ---------- | ----------------- | ------------------------- |
| Bøving 58' | (0–0) Jegyzőkönyv | Gyökeres 76' Diomande 84' |

| Liebenauer Stadion, Graz Játékvezető: Nikola Dabanović (montenegrói) |

| 2023. október 5. 18:45 (17:45 WEST) |

| Sporting CP             | 1–2               | Atalanta                 |
| ----------------------- | ----------------- | ------------------------ |
| Gyökeres 76' (11-esből) | (0–2) Jegyzőkönyv | Scalvini 33' Ruggeri 43' |

| Estádio José Alvalade, Lisszabon Játékvezető: Alejandro Hernández Hernández (spanyol) |

| 2023. október 5. 18:45 |

| Raków Częstochowa | 0–1               | Sturm Graz |
| ----------------- | ----------------- | ---------- |
|                   | (0–1) Jegyzőkönyv | Bøving 24' |

| Zagłębiowski Park Sportowy, Sosnowiec Játékvezető: Aliyar Aghayev (azeri) |

| 2023. október 26. 18:45 |

| Sturm Graz                          | 2–2               | Atalanta                    |
| ----------------------------------- | ----------------- | --------------------------- |
| Prass 13' Włodarczyk 80' (11-esből) | (1–2) Jegyzőkönyv | Muriel 34' 45+7' (11-esből) |

| Liebenauer Stadion, Graz Játékvezető: Duje Strukan (horvát) |

| 2023. október 26. 18:45 |

| Raków Częstochowa | 1–1               | Sporting CP |
| ----------------- | ----------------- | ----------- |
| Piasecki 79'      | (0–1) Jegyzőkönyv | Coates 14'  |

| Zagłębiowski Park Sportowy, Sosnowiec Játékvezető: Anastasios Papapetrou (görög) |

| 2023. november 9. 21:00 |

| Atalanta     | 1–0               | Sturm Graz |
| ------------ | ----------------- | ---------- |
| Djimsiti 50' | (0–0) Jegyzőkönyv |            |

| Atleti Azzurri d’Italia Stadion, Bergamo Játékvezető: Jérôme Brisard (francia) |

| 2023. november 9. 21:00 (20:00 WET) |

| Sporting CP                             | 2–1               | Raków Częstochowa |
| --------------------------------------- | ----------------- | ----------------- |
| Gonçalves 14' (11-esből) 52' (11-esből) | (1–0) Jegyzőkönyv | Rundić 70'        |

| Estádio José Alvalade, Lisszabon Játékvezető: Enea Jorgji (albán) |

| 2023. november 30. 18:45 |

| Atalanta     | 1–1               | Sporting CP |
| ------------ | ----------------- | ----------- |
| Scamacca 23' | (1–0) Jegyzőkönyv | Edwards 56' |

| Atleti Azzurri d’Italia Stadion, Bergamo Játékvezető: Michael Oliver (angol) |

| 2023. november 30. 18:45 |

| Sturm Graz | 0–1               | Raków Częstochowa |
| ---------- | ----------------- | ----------------- |
|            | (0–0) Jegyzőkönyv | Yeboah 81'        |

| Liebenauer Stadion, Graz Játékvezető: Filip Glova (szlovák) |

| 2023. december 14. 21:00 (20:00 WET) |

| Sporting CP                 | 3–0               | Sturm Graz |
| --------------------------- | ----------------- | ---------- |
| Gyökeres 39' Inácio 60' 70' | (1–0) Jegyzőkönyv |            |

| Estádio José Alvalade, Lisszabon Játékvezető: William Collum (skót) |

| 2023. december 14. 21:00 |

| Raków Częstochowa | 0–4               | Atalanta                                       |
| ----------------- | ----------------- | ---------------------------------------------- |
|                   | (0–2) Jegyzőkönyv | Muriel 14' 72' Bonfanti 27' De Ketelaere 90+2' |

| Zagłębiowski Park Sportowy, Sosnowiec Játékvezető: Enea Jorgji (albán) |

### E csoport
| Hely. | Csapat               | M | Gy | D | V | G+ | G– | Gk  | P  | Továbbjutás                                                        |  | LIV | TOU | USG | LAS |
| ----- | -------------------- | - | -- | - | - | -- | -- | --- | -- | ------------------------------------------------------------------ |  | --- | --- | --- | --- |
| 1.    | Liverpool            | 6 | 4  | 0 | 2 | 17 | 7  | +10 | 12 | Továbbjutott a nyolcaddöntőbe                                      |  | —   | 5–1 | 2–0 | 4–0 |
| 2.    | Toulouse             | 6 | 3  | 2 | 1 | 8  | 9  | −1  | 11 | Továbbjutott a nyolcaddöntő rájátszásába                           |  | 3–2 | —   | 0–0 | 1–0 |
| 3.    | Union Saint-Gilloise | 6 | 2  | 2 | 2 | 5  | 8  | −3  | 8  | Átkerült az UEFA Európa Konferencia Liga nyolcaddöntő rájátszásába |  | 2–1 | 1–1 | —   | 2–1 |
| 4.    | LASK                 | 6 | 1  | 0 | 5 | 6  | 12 | −6  | 3  |                                                                    |  | 1–3 | 1–2 | 3–0 | —   |

| 2023. szeptember 21. 18:45 |

| LASK        | 1–3               | Liverpool                                |
| ----------- | ----------------- | ---------------------------------------- |
| Flecker 14' | (1–0) Jegyzőkönyv | Núñez 56' (11-esből) Díaz 63' Szaláh 88' |

| Raiffeisen Arena, Linz Játékvezető: Marco Di Bello (olasz) |

| 2023. szeptember 21. 18:55 |

| Union Saint-Gilloise | 1–1               | Toulouse                  |
| -------------------- | ----------------- | ------------------------- |
| Amoura 69'           | (0–1) Jegyzőkönyv | Dallinga 45+3' (11-esből) |

| Constant Vanden Stock Stadion, Brüsszel Játékvezető: Rohit Saggi (norvég) |

| 2023. október 5. 21:00 (20:00 BST) |

| Liverpool                  | 2–0               | Union Saint-Gilloise |
| -------------------------- | ----------------- | -------------------- |
| Gravenberch 44' Jota 90+2' | (1–0) Jegyzőkönyv |                      |

| Anfield, Liverpool Játékvezető: Morten Krogh (dán) |

| 2023. október 5. 21:00 |

| Toulouse  | 1–0               | LASK |
| --------- | ----------------- | ---- |
| Suazo 31' | (1–0) Jegyzőkönyv |      |

| Stadium de Toulouse, Toulouse Játékvezető: Nick Walsh (skót) |

| 2023. október 26. 21:00 |

| Union Saint-Gilloise                 | 2–1               | LASK     |
| ------------------------------------ | ----------------- | -------- |
| Puertas 84' (11-esből) Burgess 90+4' | (0–1) Jegyzőkönyv | Usor 24' |

| Constant Vanden Stock Stadion, Brüsszel Játékvezető: Atilla Karaoğlan (török) |

| 2023. október 26. 21:00 (20:00 BST) |

| Liverpool                                               | 5–1               | Toulouse     |
| ------------------------------------------------------- | ----------------- | ------------ |
| Jota 9' Endo 30' Núñez 34' Gravenberch 65' Szaláh 90+3' | (3–1) Jegyzőkönyv | Dallinga 16' |

| Anfield, Liverpool Játékvezető: Rade Obrenović (szlovén) |

| 2023. november 9. 18:45 |

| LASK                                             | 3–0               | Union Saint-Gilloise |
| ------------------------------------------------ | ----------------- | -------------------- |
| Horvath 25' (11-esből) Talovyerov 45+4' Žulj 77' | (2–0) Jegyzőkönyv |                      |

| Raiffeisen Arena, Linz Játékvezető: Simone Sozza (olasz) |

| 2023. november 9. 18:45 |

| Toulouse                          | 3–2               | Liverpool                     |
| --------------------------------- | ----------------- | ----------------------------- |
| Dønnum 36' Dallinga 58' Magri 76' | (1–0) Jegyzőkönyv | Cásseres 74' (öngól) Jota 89' |

| Stadium de Toulouse, Toulouse Játékvezető: Georgi Kabakov (bolgár) |

| 2023. november 30. 21:00 (20:00 GMT) |

| Liverpool                                      | 4–0               | LASK |
| ---------------------------------------------- | ----------------- | ---- |
| Díaz 12' Gakpo 15' 90+2' Szaláh 51' (11-esből) | (2–0) Jegyzőkönyv |      |

| Anfield, Liverpool Játékvezető: Urs Schnyder (svájci) |

| 2023. november 30. 21:00 |

| Toulouse | 0–0         | Union Saint-Gilloise |
| -------- | ----------- | -------------------- |
|          | Jegyzőkönyv |                      |

| Stadium de Toulouse, Toulouse Játékvezető: Matej Jug (szlovén) |

| 2023. december 14. 18:45 |

| Union Saint-Gilloise   | 2–1               | Liverpool   |
| ---------------------- | ----------------- | ----------- |
| Amoura 32' Puertas 43' | (2–1) Jegyzőkönyv | Quansah 40' |

| Constant Vanden Stock Stadion, Brüsszel Játékvezető: Orel Grinfeld (izraeli) |

| 2023. december 14. 18:45 |

| LASK         | 1–2               | Toulouse               |
| ------------ | ----------------- | ---------------------- |
| Ljubičić 61' | (0–0) Jegyzőkönyv | Dallinga 54' Suazo 83' |

| Raiffeisen Arena, Linz Játékvezető: Fabio Maresca (olasz) |

### F csoport
| Hely. | Csapat         | M | Gy | D | V | G+ | G– | Gk | P  | Továbbjutás                                                        |  | VIL | REN | MHA | PAO |
| ----- | -------------- | - | -- | - | - | -- | -- | -- | -- | ------------------------------------------------------------------ |  | --- | --- | --- | --- |
| 1.    | Villarreal     | 6 | 4  | 1 | 1 | 9  | 7  | +2 | 13 | Továbbjutott a nyolcaddöntőbe                                      |  | —   | 1–0 | 0–0 | 3–2 |
| 2.    | Rennes         | 6 | 4  | 0 | 2 | 13 | 6  | +7 | 12 | Továbbjutott a nyolcaddöntő rájátszásába                           |  | 2–3 | —   | 3–0 | 3–1 |
| 3.    | Makkabi Haifa  | 6 | 1  | 2 | 3 | 3  | 9  | −6 | 5  | Átkerült az UEFA Európa Konferencia Liga nyolcaddöntő rájátszásába |  | 1–2 | 0–3 | —   | 0–0 |
| 4.    | Panathinaikósz | 6 | 1  | 1 | 4 | 7  | 10 | −3 | 4  |                                                                    |  | 2–0 | 1–2 | 1–2 | —   |

| 2023. szeptember 21. 18:45 |

| Rennes                            | 3–0               | Makkabi Haifa |
| --------------------------------- | ----------------- | ------------- |
| Blas 1' Truffert 31' Yıldırım 55' | (2–0) Jegyzőkönyv |               |

| Roazhon Park, Rennes Játékvezető: Harm Osmers (német) |

| 2023. szeptember 21. 18:45 (19:45 EEST) |

| Panathinaikósz           | 2–0               | Villarreal |
| ------------------------ | ----------------- | ---------- |
| Joanídisz 38' Šporar 78' | (1–0) Jegyzőkönyv |            |

| Olimpiai Stadion, Athén Játékvezető: Craig Pawson (angol) |

| 2023. október 5. 21:00 |

| Villarreal  | 1–0               | Rennes |
| ----------- | ----------------- | ------ |
| Sørloth 36' | (1–0) Jegyzőkönyv |        |

| Estadio El Madrigal, Vila-real Játékvezető: Harald Lechner (osztrák) |

| 2023. október 5. 21:00 (22:00 IDT) |

| Makkabi Haifa | 0–0         | Panathinaikósz |
| ------------- | ----------- | -------------- |
|               | Jegyzőkönyv |                |

| Sammy Ofer Stadion, Haifa Játékvezető: António Nobre (portugál) |

| 2023. október 26. 21:00 (22:00 EEST) |

| Panathinaikósz           | 1–2               | Rennes                   |
| ------------------------ | ----------------- | ------------------------ |
| Ioannidis 61' (11-esből) | (0–1) Jegyzőkönyv | Gouiri 7' Kalimuendo 49' |

| Leoforos Alexandras Stadion, Athén Játékvezető: João Pinheiro (portugál) |

| 2023. november 9. 18:45 |

| Rennes                                  | 3–1               | Panathinaikósz           |
| --------------------------------------- | ----------------- | ------------------------ |
| Rieder 9' Salah 65' Blas 70' (11-esből) | (1–1) Jegyzőkönyv | Ioannidis 34' (11-esből) |

| Roazhon Park, Rennes Játékvezető: Willie Collum (skót) |

| 2023. november 9. 18:45 (19:45 IST) |

| Makkabi Haifa | 1–2               | Villarreal            |
| ------------- | ----------------- | --------------------- |
| Seck 30'      | (1–0) Jegyzőkönyv | Baena 82' Sørloth 86' |

| AEK Arena – Georgios Karapatakis, Lárnaka, Ciprus Játékvezető: Mikola Balakin (ukrán) |

| 2023. november 30. 18:45 (19:45 IST) |

| Makkabi Haifa | 0–3               | Rennes                              |
| ------------- | ----------------- | ----------------------------------- |
|               | (0–1) Jegyzőkönyv | Terrier 29' Gouiri 47' Rieder 90+3' |

| Puskás Aréna, Budapest, Magyarország Játékvezető: Horațiu Feșnic (román) |

| 2023. november 30. 21:00 |

| Villarreal                         | 3–2               | Panathinaikósz             |
| ---------------------------------- | ----------------- | -------------------------- |
| Baena 29' Comesaña 34' Morales 47' | (2–0) Jegyzőkönyv | Palacios 66' Ioannidis 81' |

| Estadio El Madrigal, Vila-real Játékvezető: Ivan Kružliak (szlovák) |

| 2023. december 6. 21:00 |

| Villarreal | 0–0         | Makkabi Haifa |
| ---------- | ----------- | ------------- |
|            | Jegyzőkönyv |               |

| Estadio El Madrigal, Vila-real Játékvezető: Nick Walsh (skót) |

| 2023. december 14. 18:45 |

| Rennes                | 2–3               | Villarreal                                    |
| --------------------- | ----------------- | --------------------------------------------- |
| Assignon 37' Blas 79' | (1–1) Jegyzőkönyv | Gerard 36' (11-esből) Akhomach 62' Parejo 80' |

| Roazhon Park, Rennes Játékvezető: Atilla Karaoğlan (török) |

| 2023. december 14. 18:45 (19:45 EET) |

| Panathinaikósz | 1–2               | Makkabi Haifa       |
| -------------- | ----------------- | ------------------- |
| Ioannidis 89'  | (0–1) Jegyzőkönyv | David 20' Chery 74' |

| Leoforos Alexandras Stadion, Athén Játékvezető: Georgi Kabakov (bolgár) |

### G csoport
| Hely. | Csapat           | M | Gy | D | V | G+ | G– | Gk  | P  | Továbbjutás                                                        |  | SLP | ROM | SRV | SHE |
| ----- | ---------------- | - | -- | - | - | -- | -- | --- | -- | ------------------------------------------------------------------ |  | --- | --- | --- | --- |
| 1.    | Slavia Praha     | 6 | 5  | 0 | 1 | 17 | 4  | +13 | 15 | Továbbjutott a nyolcaddöntőbe                                      |  | —   | 2–0 | 4–0 | 6–0 |
| 2.    | Roma             | 6 | 4  | 1 | 1 | 12 | 4  | +8  | 13 | Továbbjutott a nyolcaddöntő rájátszásába                           |  | 2–0 | —   | 4–0 | 3–0 |
| 3.    | Servette         | 6 | 1  | 2 | 3 | 4  | 13 | −9  | 5  | Átkerült az UEFA Európa Konferencia Liga nyolcaddöntő rájátszásába |  | 0–2 | 1–1 | —   | 2–1 |
| 4.    | Sheriff Tiraspol | 6 | 0  | 1 | 5 | 5  | 17 | −12 | 1  |                                                                    |  | 2–3 | 1–2 | 1–1 | —   |

| 2023. szeptember 21. 18:45 |

| Servette              | 0–2               | Slavia Praha |
| --------------------- | ----------------- | ------------ |
| Masopust 32' Ogbu 32' | (0–1) Jegyzőkönyv |              |

| Stade de Genève, Genf Játékvezető: Giorgi Kruasvili (grúz) |

| 2023. szeptember 21. 18:45 (19:45 EEST) |

| Sheriff Tiraspol | 1–2               | Roma                          |
| ---------------- | ----------------- | ----------------------------- |
| Tovar 57'        | (0–1) Jegyzőkönyv | Kiki 45+4' (öngól) Lukaku 65' |

| Sheriff Stadion, Tiraszpol Játékvezető: Andris Treimanis (lett) |

| 2023. október 5. 21:00 |

| Roma                                      | 4–0               | Servette |
| ----------------------------------------- | ----------------- | -------- |
| Lukaku 21' Belotti 46' 59' Pellegrini 52' | (1–0) Jegyzőkönyv |          |

| Stadio Olimpico, Róma Játékvezető: Igor Pajač (horvát) |

| 2023. október 5. 21:00 |

| Slavia Praha                                                        | 6–0               | Sheriff Tiraspol |
| ------------------------------------------------------------------- | ----------------- | ---------------- |
| Chytil 4' 71' Ogbu 7' Garananga 39' (öngól) Schranz 47' Douděra 58' | (3–0) Jegyzőkönyv |                  |

| Fortuna Aréna, Prága Játékvezető: Willy Delajod (francia) |

| 2023. október 26. 21:00 |

| Roma               | 2–0               | Slavia Praha |
| ------------------ | ----------------- | ------------ |
| Bove 1' Lukaku 17' | (2–0) Jegyzőkönyv |              |

| Stadio Olimpico, Róma Játékvezető: Espen Eskås (norvég) |

| 2023. október 26. 21:00 (22:00 EEST) |

| Sheriff Tiraspol | 1–1               | Servette     |
| ---------------- | ----------------- | ------------ |
| Ankeye 80'       | (0–1) Jegyzőkönyv | Crivelli 41' |

| Sheriff Stadion, Tiraszpol Játékvezető: John Brooks (angol) |

| 2023. november 9. 18:45 |

| Servette                            | 2–1               | Sheriff Tiraspol    |
| ----------------------------------- | ----------------- | ------------------- |
| Rouiller 84' Bedia 90+3' (11-esből) | (0–1) Jegyzőkönyv | Severin 12' (öngól) |

| Stade de Genève, Genf Játékvezető: Manfredas Lukjančukas (litván) |

| 2023. november 9. 18:45 |

| Slavia Praha             | 2–0               | Roma |
| ------------------------ | ----------------- | ---- |
| Jurečka 50' Masopust 74' | (0–0) Jegyzőkönyv |      |

| Fortuna Aréna, Prága Játékvezető: François Letexier (francia) |

| 2023. november 30. 21:00 |

| Servette  | 1–1               | Roma       |
| --------- | ----------------- | ---------- |
| Bedia 50' | (0–1) Jegyzőkönyv | Lukaku 21' |

| Stade de Genève, Genf Játékvezető: Daniel Stefański (lengyel) |

| 2023. november 30. 21:00 (22:00 EET) |

| Sheriff Tiraspol             | 2–3               | Slavia Praha                                     |
| ---------------------------- | ----------------- | ------------------------------------------------ |
| Tovar 45+3' Ngom Mbekeli 56' | (1–1) Jegyzőkönyv | Jurečka 19' Zafeiris 78' Tijani 90+5' (11-esből) |

| Sheriff Stadion, Tiraszpol Játékvezető: Christian-Petru Ciochirca (osztrák) |

| 2023. december 14. 18:45 |

| Roma                                 | 3–0               | Sheriff Tiraspol |
| ------------------------------------ | ----------------- | ---------------- |
| Lukaku 11' Belotti 32' Pisilli 90+3' | (2–0) Jegyzőkönyv |                  |

| Stadio Olimpico, Róma Játékvezető: Jérôme Brisard (francia) |

| 2023. december 14. 18:45 |

| Slavia Praha                             | 4–0               | Servette |
| ---------------------------------------- | ----------------- | -------- |
| Douděra 15' Schranz 25' Chytil 30' 45+1' | (4–0) Jegyzőkönyv |          |

| Fortuna Aréna, Prága Játékvezető: Nick Walsh (skót) |

### H csoport
| Hely. | Csapat           | M | Gy | D | V | G+ | G– | Gk  | P  | Továbbjutás                                                        |  | LEV | QAR | MOL | HAC |
| ----- | ---------------- | - | -- | - | - | -- | -- | --- | -- | ------------------------------------------------------------------ |  | --- | --- | --- | --- |
| 1.    | Bayer Leverkusen | 6 | 6  | 0 | 0 | 19 | 3  | +16 | 18 | Továbbjutott a nyolcaddöntőbe                                      |  | —   | 5–1 | 5–1 | 4–0 |
| 2.    | Qarabağ          | 6 | 3  | 1 | 2 | 7  | 9  | −2  | 10 | Továbbjutott a nyolcaddöntő rájátszásába                           |  | 0–1 | —   | 1–0 | 2–1 |
| 3.    | Molde            | 6 | 2  | 1 | 3 | 12 | 12 | 0   | 7  | Átkerült az UEFA Európa Konferencia Liga nyolcaddöntő rájátszásába |  | 1–2 | 2–2 | —   | 5–1 |
| 4.    | BK Häcken        | 6 | 0  | 0 | 6 | 3  | 17 | −14 | 0  |                                                                    |  | 0–2 | 0–1 | 1–3 | —   |

| 2023. szeptember 21. 18:45 |

| Bayer Leverkusen                            | 4–0               | BK Häcken |
| ------------------------------------------- | ----------------- | --------- |
| Wirtz 10' Adli 16' Boniface 66' Hofmann 70' | (2–0) Jegyzőkönyv |           |

| BayArena, Leverkusen Játékvezető: Manfredas Lukjančukas (litván) |

| 2023. szeptember 21. 18:45 (20:45 AZT) |

| Qarabağ     | 1–0               | Molde |
| ----------- | ----------------- | ----- |
| Andrade 56' | (0–0) Jegyzőkönyv |       |

| Tofik Bahramov Stadion, Baku Játékvezető: John Beaton (skót) |

| 2023. október 5. 21:00 |

| Molde       | 1–2               | Bayer Leverkusen       |
| ----------- | ----------------- | ---------------------- |
| Breivik 87' | (0–2) Jegyzőkönyv | Frimpong 14' Tella 18' |

| Aker Stadion, Molde Játékvezető: Anastasios Papapetrou (görög) |

| 2023. október 5. 21:00 |

| BK Häcken | 0–1               | Qarabağ     |
| --------- | ----------------- | ----------- |
|           | (0–0) Jegyzőkönyv | Juninho 70' |

| Bravida Aréna, Göteborg Játékvezető: Sebastian Gishamer (osztrák) |

| 2023. október 26. 18:45 |

| Molde                                                    | 5–1               | BK Häcken |
| -------------------------------------------------------- | ----------------- | --------- |
| Gulbrandsen 6' Eikrem 27' 55' Breivik 30' Bjørnbak 90+3' | (3–1) Jegyzőkönyv | Sonko 21' |

| Aker Stadion, Molde Játékvezető: Urs Schnyder (svájci) |

| 2023. október 26. 21:00 |

| Bayer Leverkusen                                   | 5–1               | Qarabağ                 |
| -------------------------------------------------- | ----------------- | ----------------------- |
| Wirtz 6' Grimaldo 29' 55' Boniface 36' Tapsoba 57' | (3–1) Jegyzőkönyv | Bayramov 16' (11-esből) |

| BayArena, Leverkusen Játékvezető: Horațiu Feșnic (román) |

| 2023. november 9. 18:45 (21:45 AZT) |

| Qarabağ | 0–1               | Bayer Leverkusen          |
| ------- | ----------------- | ------------------------- |
|         | (0–0) Jegyzőkönyv | Boniface 90+4' (11-esből) |

| Tofik Bahramov Stadion, Baku Játékvezető: Craig Pawson (angol) |

| 2023. november 9. 21:00 |

| BK Häcken  | 1–3               | Molde                           |
| ---------- | ----------------- | ------------------------------- |
| Hrstić 65' | (0–2) Jegyzőkönyv | Gulbrandsen 16' Eriksen 24' 86' |

| Bravida Aréna, Göteborg Játékvezető: Don Robertson (skót) |

| 2023. november 30. 21:00 |

| Molde           | 2–2               | Qarabağ                       |
| --------------- | ----------------- | ----------------------------- |
| Eriksen 82' 87' | (0–1) Jegyzőkönyv | Juninho 12' Mustafazadə 90+5' |

| Aker Stadion, Molde Játékvezető: Erik Lambrechts (belga) |

| 2023. november 30. 21:00 |

| BK Häcken | 0–2               | Bayer Leverkusen        |
| --------- | ----------------- | ----------------------- |
|           | (0–1) Jegyzőkönyv | Boniface 14' Schick 74' |

| Bravida Aréna, Göteborg Játékvezető: Julian Weinberger (osztrák) |

| 2023. december 14. 18:45 |

| Bayer Leverkusen                                           | 5–1               | Molde        |
| ---------------------------------------------------------- | ----------------- | ------------ |
| Schick 6' Tapsoba 22' Ellingsen 25' (öngól) Hložek 60' 70' | (3–0) Jegyzőkönyv | Kitolano 75' |

| BayArena, Leverkusen Játékvezető: Robert Jones (angol) |

| 2023. december 14. 18:45 (21:45 AZT) |

| Qarabağ                    | 2–1               | BK Häcken              |
| -------------------------- | ----------------- | ---------------------- |
| L. Andrade 1' Benzia 45+4' | (2–0) Jegyzőkönyv | Guseynov 90+4' (öngól) |

| Tofik Bahramov Stadion, Baku Játékvezető: Juxhin Xhaja (albán) |